# ريبك شيران
ريبك شيران (بالفارسية: ریپک شیران) هي قرية تقع في قسم نغور الريفي (مقاطعة تشابهار) في إيران. يقدر عدد سكانها بـ 156 نسمة بحسب إحصاء 2016.